# Parasarcophaga lopesi
Parasarcophaga lopesi är en tvåvingeart som beskrevs av Yu. G. Verves 1980. Parasarcophaga lopesi ingår i släktet Parasarcophaga och familjen köttflugor. Inga underarter finns listade i Catalogue of Life.